# حمض الميفالونيك
حمض الميفالونيك هو مركب عضوي معروف في الكيمياء الحيوية، والاسم مختصر للاسم الأصلي ثنائي هيدرو ميثيل فاليرولاكتون (بالإنجليزية: dihydroxymethylvalerolactone)‏. أيون الكاربوكسيلات السالب لحمض الميفالونيك يدعى ميفالونات، وهذا الأيون له أهمية صيدلانية. أدوية الستاتين المخفضة لكوليسترول الدم تثبط إنتاج الميفالونات من خلال تثبيط إتش أم جي-كو أيه ريدوكتاز.